# سیارک ۷۵۰۸
سیارک ۷۵۰۸ (به انگلیسی: 7508 Icke، نامگذاری:2327T-3) هفت هزار و پانصد و هشتمین سیارک کشف شده‌است که در ۱۶ اکتبر ۱۹۷۷ کشف شد.
قدر مطلق سیارک برابر ۱۴٫۳۰ است.